# Marijke Augusteijn-Esser
Marijke Joan Augusteijn-Esser (Den Haag, 28 januari 1944) is een voormalig Nederlands politicus. Ze was enkele jaren namens D66 lid van de Tweede Kamer en werd in die tijd vooral bekend als lid van de parlementaire enquête-commissie naar de Bijlmerramp.
Na de middelbare school volgde ze een opleiding tot directiesecretaresse aan Schoevers in Utrecht. In 1963 begon ze als directiesecretaresse. Maar na enkele jaren werd ze eigenaresse van diverse uitzendbureaus. In die tijd werd ze ook actief binnen D66, waarvan ze vrijwel vanaf het begin lid was. Lange tijd was ze voorzitter van de partij in haar woonplaats Emmen.
In 1991 werd ze lid van Provinciale Staten in de provincie Drenthe. In 1994 werd ze gekozen als lid van de Tweede Kamer. Hier hield ze zich bezig met natuurbeheer, energiebeleid, visserij, natte waterstaat en dierenwelzijn. In de periode december 1995 - oktober 1996 was ze lid van de tijdelijke commissie klimaatverandering.
Bij het debat over de resultaten van de parlementaire enquête naar de Bijlmerramp stemde ze als enig lid van haar fractie voor een motie van wantrouwen tegen Annemarie Jorritsma-Lebbink en Els Borst. Beide moties haalden het overigens niet.
In 2002 verliet ze de Tweede Kamer. Datzelfde jaar werd ze lid van het bestuur van de Vogelbescherming.
- Parlement.com: vg09lll1krzp